# Barclay Tower
Barclay Tower es un rascacielos ubicado en Tribeca, un barrio de Lower Manhattan, Nueva York. Este edificio residencial tiene 205 metros de altura, consta de 56 plantas y 441 viviendas destinadas al alquiler principalmente. La construcción del edificio tuvo lugar de 2005 a 2007, siendo coronada en otoño de 2006. Este bloque de pisos  es uno de los edificios residenciales más altos de Nueva York.
Anteriormente ocupaba el lugar de este edificio, edificios de 5 plantas tipo brownstone, así como una empresa llamada Pearl Desk Company en 10 Barclay Street.